# Prowincja Sud Sardegna
Prowincja Sud Sardegna (wł. Provincia del Sud Sardegna) – prowincja we Włoszech. 
Nadrzędną jednostką podziału administracyjnego jest region (tu: Sardynia), a podrzędną jest gmina.
Liczba gmin w prowincji: 107.